# Aengus
Aengus, Aongus („syn młodych”) – bóg miłości w mitologii irlandzkiej. Jego atrybutem były cztery unoszące się wokół jego głowy ptaki, symbolizujące pocałunki. 
Miał zdolność uzdrawiania i wskrzeszania umarłych do życia. Rodzicami Aengusa byli bóg Dagda i bogini Boann. Wierzono, że Aengus żył w neolitycznej budowli Newgrange przy rzece Boyne w Irlandii.  

## Mitologia
Dagda miał romans z boginią rzeki Boann, żoną boga Nechtan. Aby ukryć ciążę kochanki, Dagda zatrzymał ruch słońca na dziewięć miesięcy, po których narodził się Aengus. Jego opiekunem był Midir, syn Dagdy. 
Kiedy Aengus osiągnął dojrzałość, zamieszkał w domu swego ojca. Ów dom – zwany Brú na Bóinne (irl. pałac Boyne) – miał znajdować się przy rzece Boyne i mieścić w sobie podziemne grobowce Newgrange, Knowth i Dowth. Aengus wrócił pewnego razu, by odkryć, że Dagda podzielił swoje ziemie między własne dzieci, wykluczając jego. Aengus poprosił wówczas ojca o podarowanie mu pałacu Boyne – ośrodka duchowego, na dzień i noc, na co Dagda się zgodził nie będąc świadomym gry słownej zawartej w wypowiedzi bękarta. Tak też Brú na Bóinne pozostało w rękach Aengusa na stałe. W innej wersji pojawiającej się we wczesnej mitologii irlandzkiej - The Wooing of Etain – Aengus przechytrzył w ten sposób Elcmara. 
Według Death Tales of the Tuatha de Danaan, Aengus zabił swojego ojczyma Elcmara za pozbawienie życia jego brata Midira. Bóg miał także być odpowiedzialny za śmierć Lugha Lámhfhada, poety, za kłamstwo o bracie Aengusa zwanego Ogma an Cermait. Pisarz twierdził, że Ogma miał romans z jedną z jego żon. 
Według The Wooing of Etain pewnego razu Aengusowi udało się częściowo zdjąć zaklęcie z Étaín, bogini koni, którą wygrał od Midira. Żona Midira, Fuamnach, z dzikiej zazdrości zamieniła boginię w piękną muchę. Aengus sprawił, że Étaín przemieniała się z powrotem w kobietę każdej nocy, które to spędzała z nim aż do momentu, kiedy dowiedziała się o tym Fuamnach i wywiozła boginię z dala od Aengusa. Ten w zemście zabił żonę brata. 
Aengus zakochał się w dziewczynie, którą widywał w swoich snach. Jego matka, Boann, szukała jej z niepowodzeniem przez rok po całej Irlandii. Później tego samego zadania podjął się jego ojciec. Dopiero król irlandzkiej prowincji Munster, Bodb Derg, odnalazł wybrankę Aengusa, Caer Ibormeith. Aby móc się z nią ożenić, bóg musiał rozpoznać ją spośród 150 zakutych w kajdany dziewcząt. Miało to miejsce nad jeziorem Dragon’s Mouth przed 1 listopada, którego to dnia wszystkie zamieniły się w łabędzie i miały nimi pozostać przez kolejny rok. Aengus miał rozpoznać Caer właśnie w jej łabędziej postaci. Bóg sam przybrał postać łabędzia i razem z ukochaną odlecieli śpiewając piękne pieśni, które usypiały na trzy dni i noce każdego, kto ich usłyszał. 
Aengus był przybranym ojcem i opiekunem Diarmuida Ua Duibhne. Bóg ocalił jego i jego ukochaną Grainne przed pościgiem bandy arystokratycznych wojowników zwanych Fianna, z których Darmuid pochodził, a z których przywódcą miała wziąć ślub Grainne (legenda The Pursuit of Diarmuid and Gráinne).  
Aengus dostał od Manannana mac Lir, boga morza, miecz zwany Moralltach, czyli Wielki Gniew. Później przekazał go swemu przybranemu synowi, wraz z innym orężem – Beagalltach, czyli Małym Gniewem oraz oszczepami o magicznej mocy – Gáe Buide i Gáe Derg.
Według Metrical Dindshenchas (ang. historia miejsc), czyli jednej z najważniejszych antologii legend o pochodzeniu nazw irlandzkich miejscowości, Aengus przemienił swoje pocałunki w cztery ptaki, które miały podążać za Cairbre, krewnym Dagdy, aby wyśmiewać go każdego dnia przed wschodem słońca.

## Inne imiona
Aengus młody (ang. "Aengus the Young"), Angus, Anghus, Aenghus, Angus Og, Aengus mac Oc, Oengus mac Oc

## Nawiązania w tekstach współczesnych
- Postać Aengusa pojawia się w wierszu irlandzkiego poety Williama Butlera Yeatsa „The Song of Wandering Aengus”, w którym mowa o długich poszukiwaniach ukochanej.
- W amerykańskim serialu „Stróż prawa” (2012–2013), w odcinku pt. „Mężowie i synowie”, Corcoran poleca O'Brienowi, żeby opowiedział Annie historię. O'Brien mówi jej: Opowiem ci o śnie Aengusa i romansie z Etain.
- Aengus jest antagonistą powieści fantastycznej pt. „Hounded” z serii „The Iron Druid Chronicles” Kevina Hearne’a.
- Aengus pojawia się, nie wymawiając ani słowa, w komiksie „Hellboy: The Wild Hunt”. Większą rolę odgrywa w serii jego ojciec, Dagda.
- Aengus jest też tytułowym bohaterem piosenki „Wandering Aengus” angielskiego wykonawcy Johnny'ego Flynna, która ukazała się na płycie „Sillion” (2017).